# Elkenroth
Elkenroth ist eine Ortsgemeinde im Landkreis Altenkirchen (Westerwald) in Rheinland-Pfalz. Sie gehört der Verbandsgemeinde Betzdorf-Gebhardshain an. Mundartlich wird der Ort „Elgert“ genannt.

## Geographische Lage
Die Gemeinde liegt im Westerwald zwischen Betzdorf und Hachenburg am Nordrand des „Neunkhausener Plateaus“. Die höchste Erhebung der Gemarkung ist der Hasselichskopf (508 m ü. NHN).
Nachbargemeinden sind Dickendorf und Kausen im Nordwesten, Weitefeld im Osten, Neunkhausen im Südosten, Nauroth im Süden und Rosenheim im Südwesten.

## Geschichte
Die erste urkundliche Erwähnung als „Elkerode“ stammt aus einer Marienstätter Urkunde aus dem Jahre 1370. Die Endung -roth deutet auf eine Gründung in der fränkischen Rodungsperiode im 9. und 10. Jahrhundert hin.
Bis Mitte des 17. Jahrhunderts gehörte Elkenroth landesherrlich zur Grafschaft Sayn. Die Einwohner wurden nach der Einführung der Reformation in der Grafschaft Sayn erst lutherisch und später reformiert. 1611 ist eine Mühle in Elkenroth belegt. Nach der Landesteilung der Grafschaft Sayn im 17. Jahrhundert zählte Elkenroth zur Grafschaft Sayn-Altenkirchen.
Aufgrund der auf dem Wiener Kongress (1815) getroffenen Vereinbarungen wurde die Region an das Königreich Preußen abgetreten. Unter der preußischen Verwaltung wurde Elkenroth der Bürgermeisterei Gebhardshain im neu errichten Kreis Altenkirchen (Regierungsbezirk Koblenz) zugeordnet, der von 1822 an zur Rheinprovinz gehörte.
Seit Gründung des Landes ist Elkenroth ein Teil von Rheinland-Pfalz.
Bevölkerungsentwicklung

Einwohnerentwicklung von Elkenroth von 1815 bis 2017 nach nebenstehender Tabelle

Die Entwicklung der Einwohnerzahl von Elkenroth, die Werte von 1871 bis 1987 beruhen auf Volkszählungen:

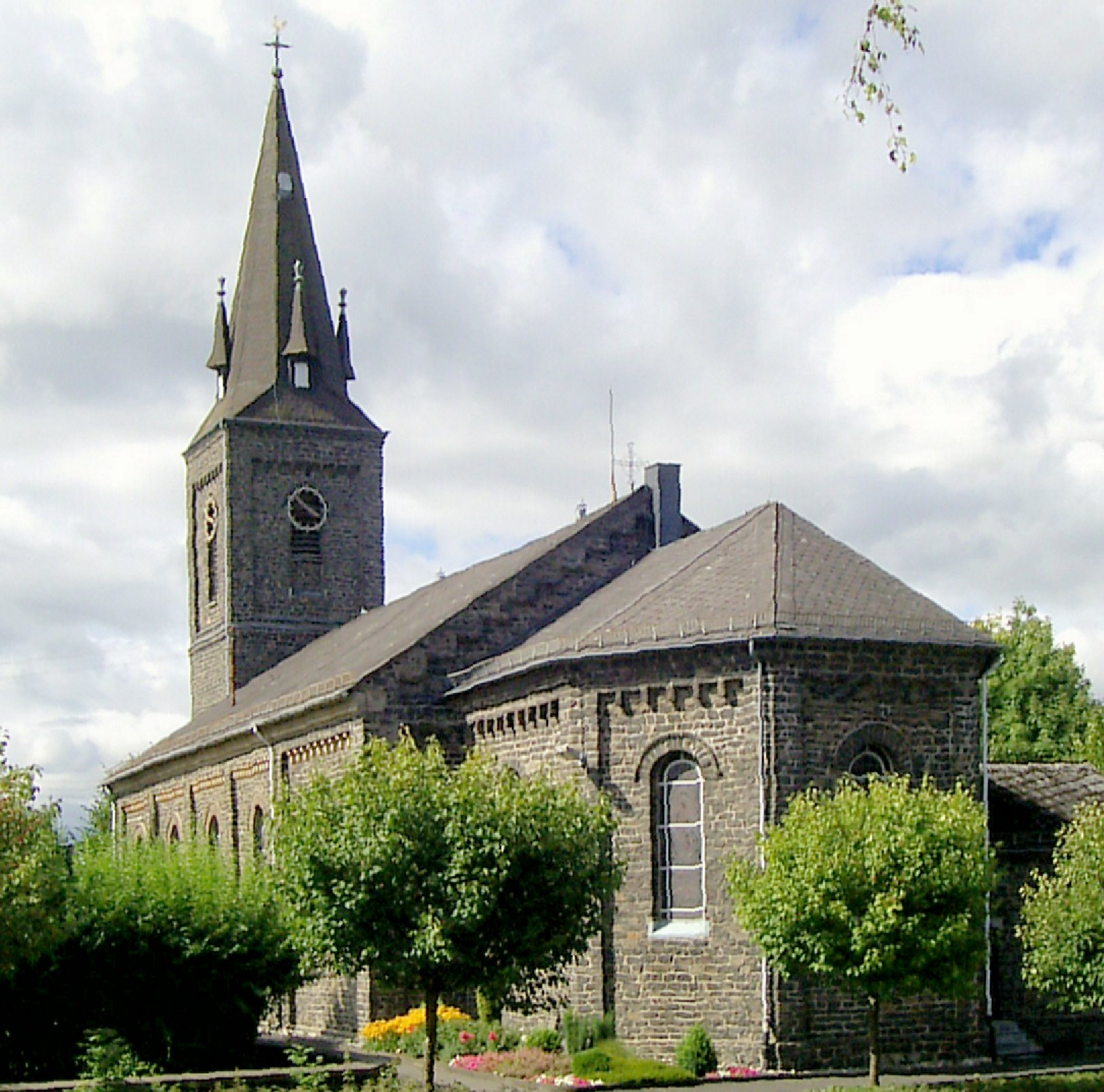
Katholische Kirche St. Elisabeth in Elkenroth, erbaut 1872

| Jahr | Einwohner |
| 1815 | 287       |
| 1835 | 337       |
| 1871 | 389       |
| 1905 | 598       |
| 1939 | 937       |
| 1950 | 1.051     |

| Jahr | Einwohner |
| 1961 | 1.242     |
| 1970 | 1.489     |
| 1987 | 1.555     |
| 1997 | 1.838     |
| 2005 | 1.870     |
| 2017 | 1.814     |

## Politik

### Gemeinderat
Der Gemeinderat in Elkenroth besteht aus 16 Ratsmitgliedern, die bei der Kommunalwahl am 9. Juni 2024 in einer personalisierten Verhältniswahl gewählt wurden, und dem ehrenamtlichen Ortsbürgermeister als Vorsitzendem.
Die Sitzverteilung im Gemeinderat:
| Wahl | FWG               | WGH               | WGA               | WGK               | Gesamt   |
| ---- | ----------------- | ----------------- | ----------------- | ----------------- | -------- |
| 2024 | 11                | 5                 | –                 | –                 | 16 Sitze |
| 2019 | 7                 | 9                 | –                 | –                 | 16 Sitze |
| 2014 | 8                 | –                 | 7                 | 1                 | 16 Sitze |
| 2009 | per Mehrheitswahl | per Mehrheitswahl | per Mehrheitswahl | per Mehrheitswahl | 16 Sitze |

- WGH = Wählergruppe Heidrich (offene Liste mit "Bürger für Elkenroth")[9]
- WGA = Wählergruppe Arndt – Bürger für Elkenroth
- WGK = Wählergruppe Krombach

### Bürgermeister
Ortsbürgermeister von Elkenroth ist Peter Schwan (FWG). Bei der Direktwahl am 26. Mai 2019 wurde er mit einem Stimmenanteil von 74,16 % und am 9. Juni 2024 als einziger Bewerber mit 74,3 % jeweils für fünf Jahre wiedergewählt.

### Wappen
| Wappen von Elkenroth | Blasonierung: „Unter durch rot-silbernen Zinnenschnitt geteiltem Schildhaupt in Rot 3 schräglinke aneinander gereihte silberne Rauten, oben begleitet von einer silbernen Rose mit goldenem Butzen.“ |
| Wappen von Elkenroth | Wappenbegründung: Die Familie von Gevertzhagen, erstmals urkundlich erwähnt 1220, weist später die Seitenlinie „Gevertzhagen von Luitgenrode“ auf, die zwischen Elkenroth und Dickendorf die sogenannte „Hildburg“ besaß. Für sie steht der Zinnenschnitt im Schildhaupt. Als Wappen führt die Familie von Gevertzhagen „von Gebhardsayn gen. von Lützerath“ in Rot drei schrägrechts aneinander gereihte weiße Rauten. Dieses Wappen findet sich heute noch in einem Fenster der Kirche Elkenroth mit schräglinker Anordnung der Rauten. Elkenroth verehrt als Kirchen- und Ortspatronin die heilige Elisabeth. Deren Attribut, eine Rose, steht ebenfalls im unteren Schildteil. Das Wappen der Ortsgemeinde Elkenroth wurde im Jahr 1987 eingeführt. |

## Sehenswürdigkeiten

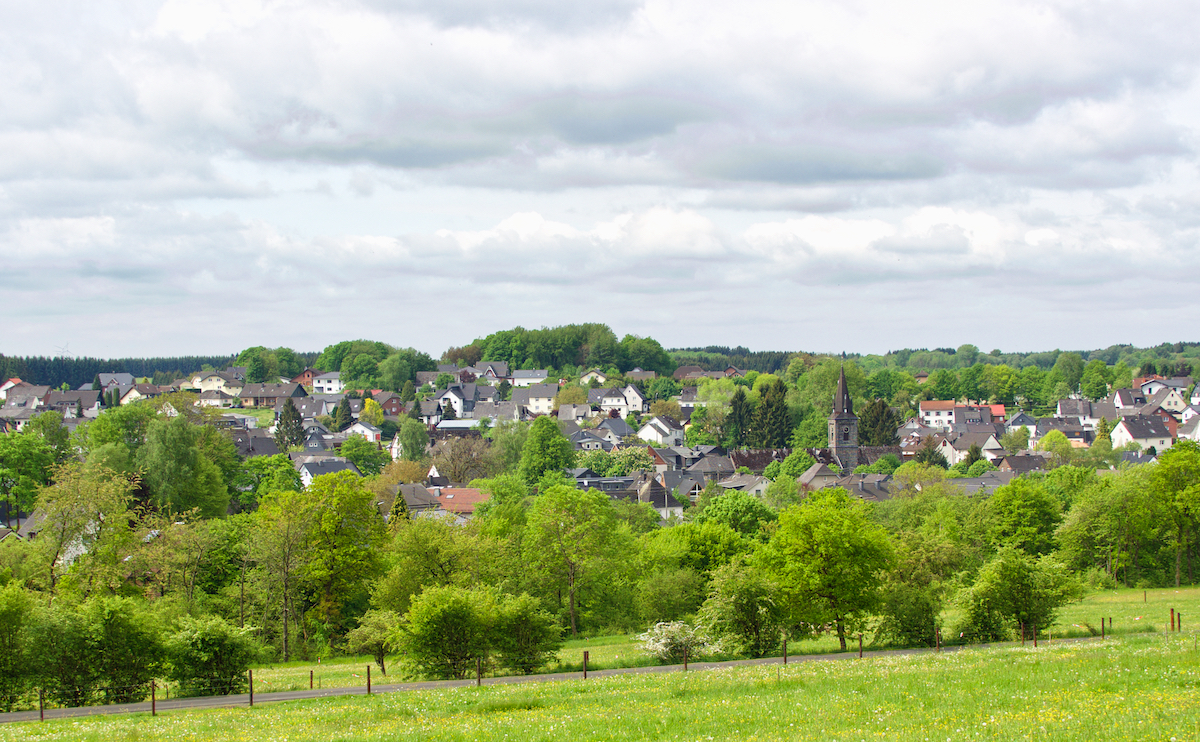
Frühling in Elkenroth

Der Elkenrother Weiher ist ein künstlich angelegter Weiher im Naturschutzgebiet „Weidenbruch“ in der Gemarkung Elkenroth. Seine Ursprünge gehen zurück auf mehrere im Mittelalter hintereinander angelegte Fischteiche am Oberlauf des Elbbaches zwischen Elkenroth und Weitefeld. Heute befindet sich dort ein Lehrpfad des Fischereivereines, den dieser vor ein paar Jahren um den Weiher angelegt hat. Die erbaute Fischerhütte dient nicht nur dem örtlichen Fischereiverein, sondern lädt auch zur Rast im Naherholungsgebiet. Das Elkenrother „Backhaus“ ist auch eine Sehenswürdigkeit, die die Ortsgemeinde Elkenroth zu bieten hat. Außerdem besitzt die Ortsgemeinde Elkenroth einen DFB-Minifußballplatz. Im Steinbornpark sind die Schleuderräder der ehemaligen Sandmühle an der Weitefelder Straße aufgestellt.
Die über das Elbbachtal bei Elkenroth gespannte Brücke ist mit 300 m Länge eine der größten Landesstraßenbrücken in Rheinland-Pfalz.

## Verkehr
Beim Bau der Bahnstrecke Scheuerfeld–Emmerzhausen bekam Elkenroth 1913 einen Bahnhof an der ursprünglichen Streckenführung nach Nauroth, an den der Name der Altbahnhofstraße erinnert. Als diese 1931 aufgegeben und über Rosenheim und Luckenbach neu trassiert wurde, entstand auf der 1926 ergänzten ursprünglichen Privatanschlussbahn ein Haltepunkt am Bahnübergang Betzdorfer Straße und kurz vor dem Weiher ein Güterbahnhof.
Den Personenverkehr verlegte die Westerwaldbahn GmbH 1960 vollständig auf den Omnibus, den Güterverkehr stellte sie 2017 ein.